# Sympherobius gayi
Sympherobius gayi är en insektsart som beskrevs av Navás 1910. Sympherobius gayi ingår i släktet Sympherobius och familjen florsländor. Inga underarter finns listade i Catalogue of Life.